# محطة قطار لوبورو
محطة قطار لوبورو (بالإنجليزية: Loughborough railway station)‏‏ هي محطة قطار في المملكة المتحدة، تُشغلها قطارات إيست ميدلاند. افتُتحت هذه المحطة في 1872، ويبلغ عدد مسارات أرصفتها 3.